# Sit Down and Listen to Hooverphonic
Sit Down and Listen to Hooverphonic è un disco della band belga Hooverphonic. Si tratta di un live registrato in teatro in assenza di spettatori, con il supporto di una sezione d'archi, strumenti acustici e un solo strumento elettrico, ovvero la chitarra di Raymond.
L'album contiene vecchi brani della band, un inedito (Antarctica), una cover di Lee Hazelwood (My Autumn's Done Come) e una bonus track, unico pezzo registrato in studio utilizzato come singolo promozionale: The Last Thing I Need Is You. Gli 11 brani selezionati dalle passate esperienze discografiche comprendono singoli e non, rimaneggiati in chiave semiacustica per rendere un'atmosfera più intimista e minimale. Al disco, concepito come un live, segue una lunga serie di concerti teatrali (90 date) in tutta Europa che riscuote un notevole successo registrando il tutto esaurito in molte tappe del tour.
Unico singolo estratto: The Last Thing I Need Is You

## Tracce
1. Antarctica - (Arnaert, Callier) - 4.50
2. One - (Callier) - 3.23
3. Inhaler - (Callier, Greets) - 5.57
4. Jackie Cane - (Dennis, Callier) - 5.11
5. My Autumn's Done Come - (Hazelwood) - 4.21
6. 2 Wicky - (Bacharach, Callier, David, Geerts, Henry) - 4.43
7. Frosted Flake Wood - (Callier) - 2.58
8. Eden - (Callier) - 3.40
9. Vinegar & Salt - (Callier) - 3.47
10. Sad Song - (Callier) - 3.24
11. Someone - (Callier, Duchêne, Geerts, Sadonius) - 5.54
12. The World Is Mine - (Arnaert, Callier, Greets) - 2.33
13. Sometimes - (Callier, Engel, Franz) - 4.00
14. The Last Thing I Need Is You - (Callier, Campbell, Dennis) - 3.16

### B-Side
- The Last Thing I Need Is You (Demo Version) - 3.11